# South Salem
South Salem é uma vila localizada no estado norte-americano de Ohio, no Condado de Ross.

## Demografia
Segundo o censo norte-americano de 2000, a sua população era de 213 habitantes.
Em 2006, foi estimada uma população de 219, um aumento de 6 (2.8%).

## Geografia
De acordo com o United States Census Bureau tem uma área de
0,5 km², dos quais 0,5 km² cobertos por terra e 0,0 km² cobertos por água. South Salem localiza-se a aproximadamente 243 m acima do nível do mar.

## Localidades na vizinhança
O diagrama seguinte representa as localidades num raio de 24 km ao redor de South Salem.